# 霍尔迪·哈马尔
霍尔迪·哈马尔（西班牙語：Jordi Xammar，1993年12月2日—），西班牙男子帆船运动员。他曾代表西班牙参加2016年和2020年夏季奥林匹克运动会帆船比赛，其中2020年奥运会获得一枚铜牌。